# Épaux-Bézu
Pour les articles homonymes, voir Bézu.
Ne pas confondre avec l'abbaye de l'Épau (Sarthe), ni avec l'homophone Épieds .
Épaux-Bézu est une commune française située dans le département de l'Aisne en région Hauts-de-France.

## Géographie
Épaux-Bézu est située à une dizaine de kilomètres au nord de Château-Thierry, à proximité de l'autoroute A4 et de la D 1.

### Hydrographie
La commune est située dans le bassin Seine-Normandie. Elle est drainée par le Clignon, le cours d'eau 01 de Blanchard, le fossé 01 de la commune d'Epaux-Bézu, le fossé 01 de la Marnoise, le fossé 07 de la Prairie et divers bras du Clignon,,.
Le Clignon, d'une longueur de 30 km, prend sa source dans la commune de Bézu-Saint-Germain et se jette  dans l'Ourcq en limite de Crouy-sur-Ourcq et de Montigny-l'Allier, face à Neufchelles, après avoir traversé 16 communes.

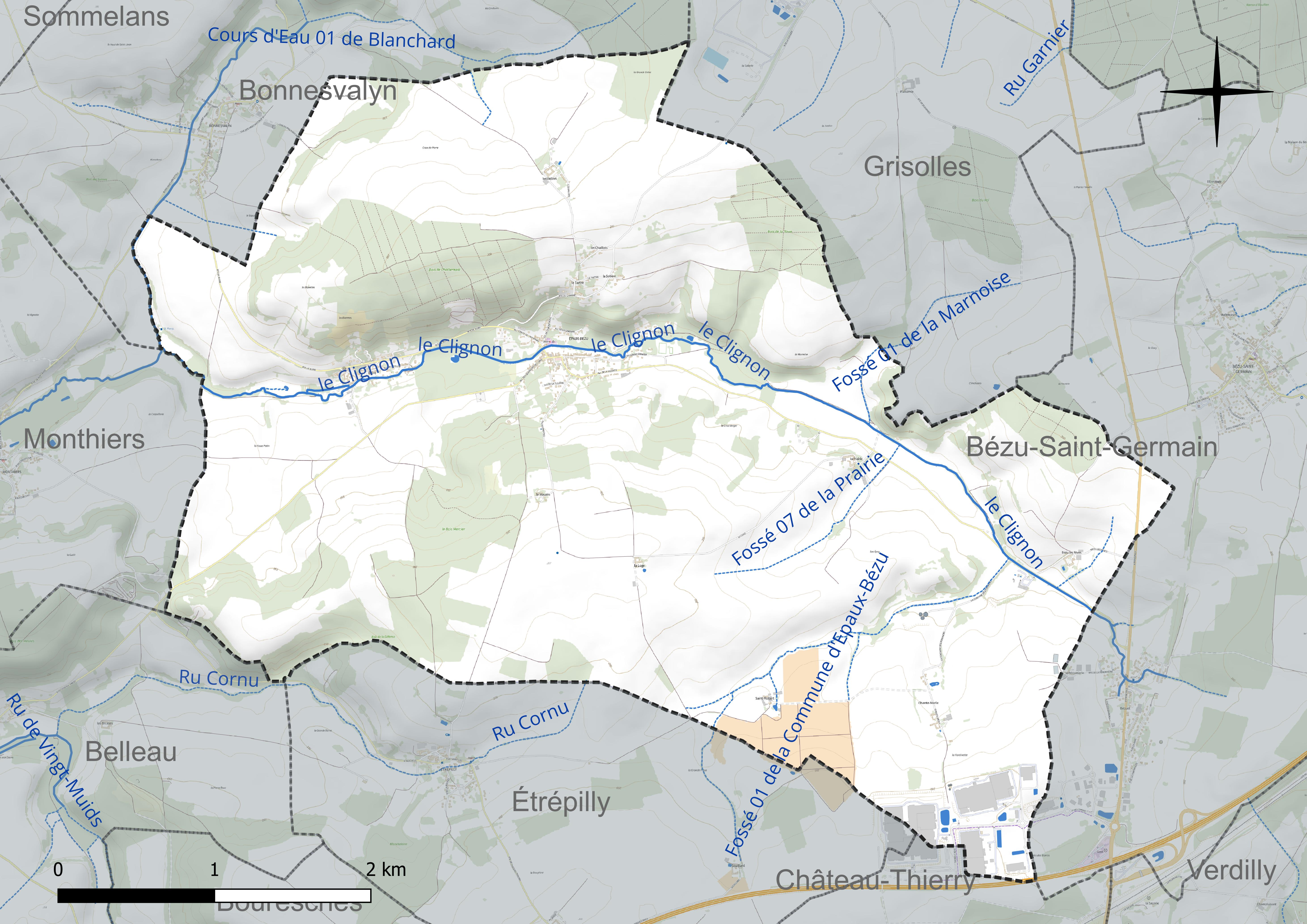
Réseau hydrographique d'Épaux-Bézu.

### Climat
Pour des articles plus généraux, voir Climat des Hauts-de-France et Climat de l'Aisne.
En 2010, le climat de la commune est de type climat océanique dégradé des plaines du Centre et du Nord, selon une étude du CNRS s'appuyant sur une série de données couvrant la période 1971-2000. En 2020, Météo-France publie une typologie des climats de la France métropolitaine dans laquelle la commune est exposée à un climat océanique altéré et est dans la région climatique Nord-est du bassin Parisien, caractérisée par un ensoleillement médiocre, une pluviométrie moyenne régulièrement répartie au cours de l'année et un hiver froid (3 °C).
Pour la période 1971-2000, la température annuelle moyenne est de 10,5 °C, avec une amplitude thermique annuelle de 15,2 °C. Le cumul annuel moyen de précipitations est de 758 mm, avec 12 jours de précipitations en janvier et 8,5 jours en juillet. Pour la période 1991-2020, la température moyenne annuelle observée sur la station météorologique la plus proche, située sur la commune de Blesmes à 11 km à vol d'oiseau, est de 10,6 °C et le cumul annuel moyen de précipitations est de 713,0 mm,. Pour l'avenir, les paramètres climatiques de la commune estimés pour 2050 selon différents scénarios d'émission de gaz à effet de serre sont consultables sur un site dédié publié par Météo-France en novembre 2022.

## Urbanisme

### Typologie
Au 1er janvier 2024, Épaux-Bézu est catégorisée commune rurale à habitat dispersé, selon la nouvelle grille communale de densité à 7 niveaux définie par l'Insee en 2022.
Elle est située hors unité urbaine. Par ailleurs la commune fait partie de l'aire d'attraction de Château-Thierry, dont elle est une commune de la couronne,. Cette aire, qui regroupe 52 communes, est catégorisée dans les aires de moins de 50 000 habitants,.

### Occupation des sols
L'occupation des sols de la commune, telle qu'elle ressort de la base de données européenne d'occupation biophysique des sols Corine Land Cover (CLC), est marquée par l'importance des territoires agricoles (72,8 % en 2018), en diminution par rapport à 1990 (75,1 %). La répartition détaillée en 2018 est la suivante : 
terres arables (62,5 %), forêts (23 %), prairies (8,4 %), zones industrielles ou commerciales et réseaux de communication (2,3 %), zones urbanisées (1,9 %), zones agricoles hétérogènes (1,9 %).
L'évolution de l'occupation des sols de la commune et de ses infrastructures peut être observée sur les différentes représentations cartographiques du territoire : la carte de Cassini (XVIIIe siècle), la carte d'état-major (1820-1866) et les cartes ou photos aériennes de l'IGN pour la période actuelle (1950 à aujourd'hui).

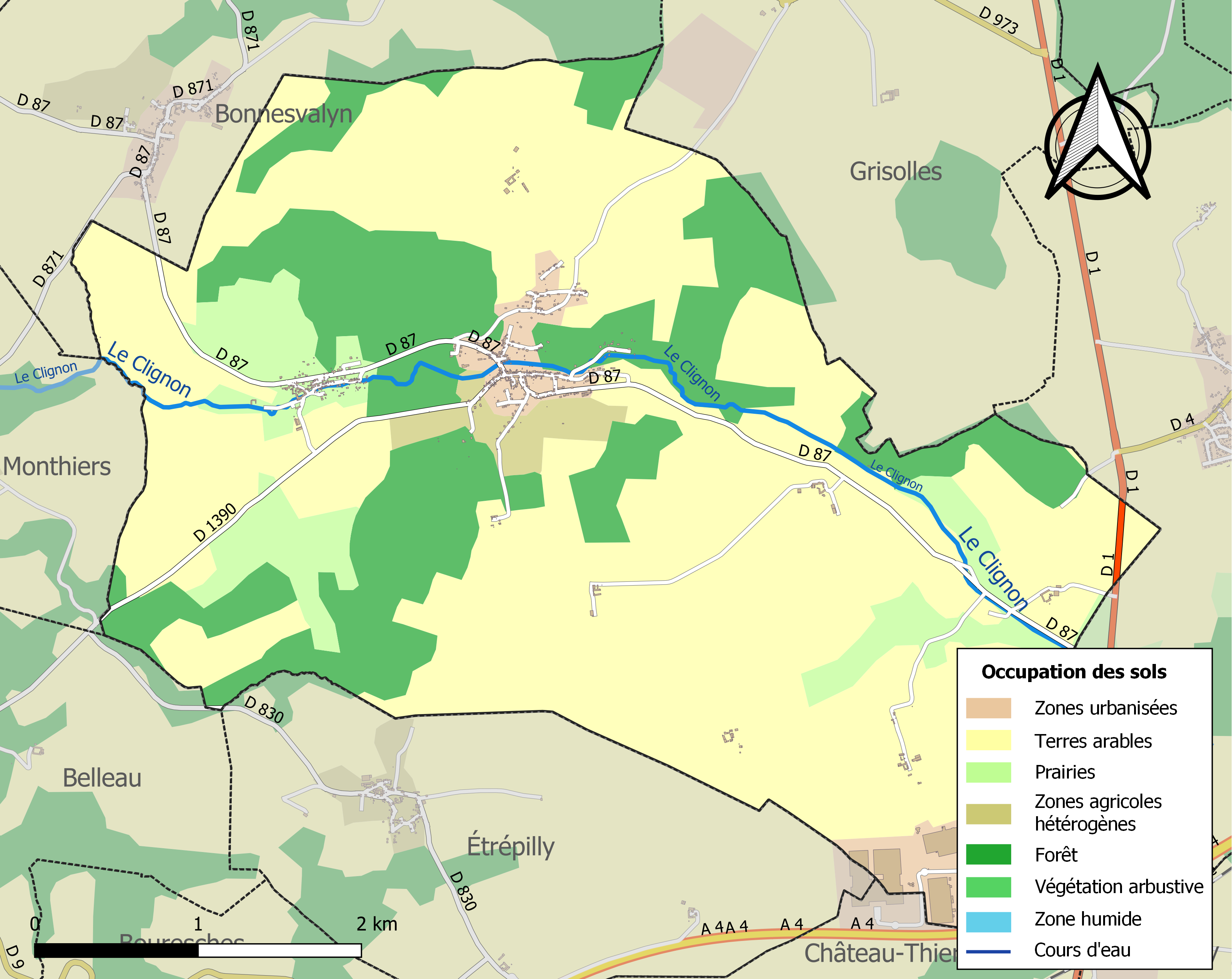
Carte des infrastructures et de l'occupation des sols de la commune en 2018 (CLC).

## Toponymie
Épaux est attesté sous les formes spaus (1251) ; Espaux (1464) ; Espaulx (1600) ; Épaulx.

De l'oïl espal, des espauts sont certaines parties de forêts ou certains bois réservés par les propriétaires pour l'exploitation ou pour la chasse.
Bézu est attesté sous les formes Baysu, Besu (1110) ; Besu-prope-Clincampum (1220) ; Besu-les-Feuvres (1297) ; Bessu-les-Fevres (XIIIe siècle) ; Bezu-les-Febvres (1554) ; Bezu-les-Febves (1680) ; Bezu-les-Fevres (1744) ; Bézu-les-Fèves.

Certains toponymistes émettent l'hypothèse d'une formation gallo-germanique basée sur l'appellatif baci- « ruisseau » suivi d'un pseudo-suffixe -ivu(m) par analogie avec le latin rivu(m) qui a donné ru. L'évolution de *Bacivum en Bézu est de type francien (comme rivum > ru), alors que Baisieux est de type picard.
L'ancien déterminant -les-Febvres se réfère à une ancienne activité de la localité, à savoir le travail du fer, fèvre désignant jusqu'en moyen français un forgeron (cf. orfèvre).
Homonymie avec d'autres Bézu dans l'Aisne et l'Eure, dont Bézu-la-Forêt (Eure, Bacivum 691 / 706, Bacivo 750), tous localisés au nord de la Loire. En revanche, la ressemblance avec Bézues (Gers) est fortuite.

## Histoire
- En 1851, Épaux absorbe Bézu-les-Fèves et la commune d'Épaux prend le nom d'Épaux-Bézu.
- Également en 1851, Chante Merle qui est un lieu-dit très à l'écart d'Épaux comptait une soixantaine d'habitants contre neuf aujourd'hui.

## Politique et administration

### Découpage territorial
La commune d'Épaux-Bézu est membre de la communauté d'agglomération de la Région de Château-Thierry, un établissement public de coopération intercommunale (EPCI) à fiscalité propre créé le 1er janvier 2017 dont le siège est à Étampes-sur-Marne. Ce dernier est par ailleurs membre d'autres groupements intercommunaux.
Sur le plan administratif, elle est rattachée à l'arrondissement de Château-Thierry, au département de l'Aisne et à la région Hauts-de-France. Sur le plan électoral, elle dépend du  canton de Château-Thierry pour l'élection des conseillers départementaux, depuis le redécoupage cantonal de 2014 entré en vigueur en 2015, et de la cinquième circonscription de l'Aisne  pour les élections législatives, depuis le dernier découpage électoral de 2010.

### Administration municipale
| Période                                  | Période                       | Identité            | Étiquette | Qualité                                                                          |
| ---------------------------------------- | ----------------------------- | ------------------- | --------- | -------------------------------------------------------------------------------- |
| avant 1875                               | après 1876                    | Lostange            |           |                                                                                  |
| Les données manquantes sont à compléter. |                               |                     |           |                                                                                  |
| 1945                                     | juin 1952                     | Adrien Beaumont     |           |                                                                                  |
| 1952                                     | juin 1969                     | André Bordier       |           |                                                                                  |
| 1969                                     | juin 1983                     | Jean Guyot          |           |                                                                                  |
| 1983                                     | juin 1995                     | Christiane Vrillaud |           |                                                                                  |
| juin 1995                                |                               | Bernard Barbier     |           |                                                                                  |
| mars 2001                                | mars 2008                     | Jeanine Basset      |           |                                                                                  |
| mars 2008                                | En cours (au 12 juillet 2020) | Étienne Haÿ         | DVD       | Cadre président de la communauté d'agglomération Réélu pour le mandat 2020-2026, |

## Démographie

### Évolution
L'évolution du nombre d'habitants est connue à travers les recensements de la population effectués dans la commune depuis 1793. Pour les communes de moins de 10 000 habitants, une enquête de recensement portant sur toute la population est réalisée tous les cinq ans, les populations de référence des années intermédiaires étant quant à elles estimées par interpolation ou extrapolation. Pour la commune, le premier recensement exhaustif entrant dans le cadre du nouveau dispositif a été réalisé en 2005.

En 2022, la commune comptait 540 habitants, en évolution de −3,4 % par rapport à 2016 (Aisne : −1,97 %, France hors Mayotte : +2,11 %).
| 1793 | 1800 | 1806 | 1821 | 1831 | 1836 | 1841 | 1846 | 1851 |
| ---- | ---- | ---- | ---- | ---- | ---- | ---- | ---- | ---- |
| 649  | 633  | 619  | 612  | 668  | 700  | 733  | 726  | 767  |

| 1856 | 1861 | 1866 | 1872 | 1876 | 1881 | 1886 | 1891 | 1896 |
| ---- | ---- | ---- | ---- | ---- | ---- | ---- | ---- | ---- |
| 700  | 664  | 669  | 682  | 658  | 617  | 612  | 604  | 602  |

| 1901 | 1906 | 1911 | 1921 | 1926 | 1931 | 1936 | 1946 | 1954 |
| ---- | ---- | ---- | ---- | ---- | ---- | ---- | ---- | ---- |
| 603  | 598  | 597  | 429  | 441  | 423  | 410  | 340  | 379  |

| 1962 | 1968 | 1975 | 1982 | 1990 | 1999 | 2005 | 2006 | 2010 |
| ---- | ---- | ---- | ---- | ---- | ---- | ---- | ---- | ---- |
| 333  | 316  | 276  | 334  | 433  | 534  | 577  | 564  | 588  |

| 2015 | 2020 | 2022 | - | - | - | - | - | - |
| ---- | ---- | ---- | - | - | - | - | - | - |
| 563  | 552  | 540  | - | - | - | - | - | - |

#### Épaux
Avant l'absorption de Bézu-les-Fèves en 1851, l'évolution d'Épaux était :
| 1793 | 1800 | 1806 | 1821 | 1831 | 1836 | 1841 | 1846 |
| ---- | ---- | ---- | ---- | ---- | ---- | ---- | ---- |
| 649  | 633  | 619  | 612  | 668  | 700  | 733  | 726  |

#### Bézu-les-Fèves
Avant l'absorption d'Épaux en 1851, l'évolution de Bézu-les-Fèves était :
| 1793 | 1800 | 1806 | 1821 | 1831 | 1836 | 1841 | 1846 |
| ---- | ---- | ---- | ---- | ---- | ---- | ---- | ---- |
| 61   | 41   | 29   | 39   | 28   | 36   | 32   | 38   |

## Lieux et monuments

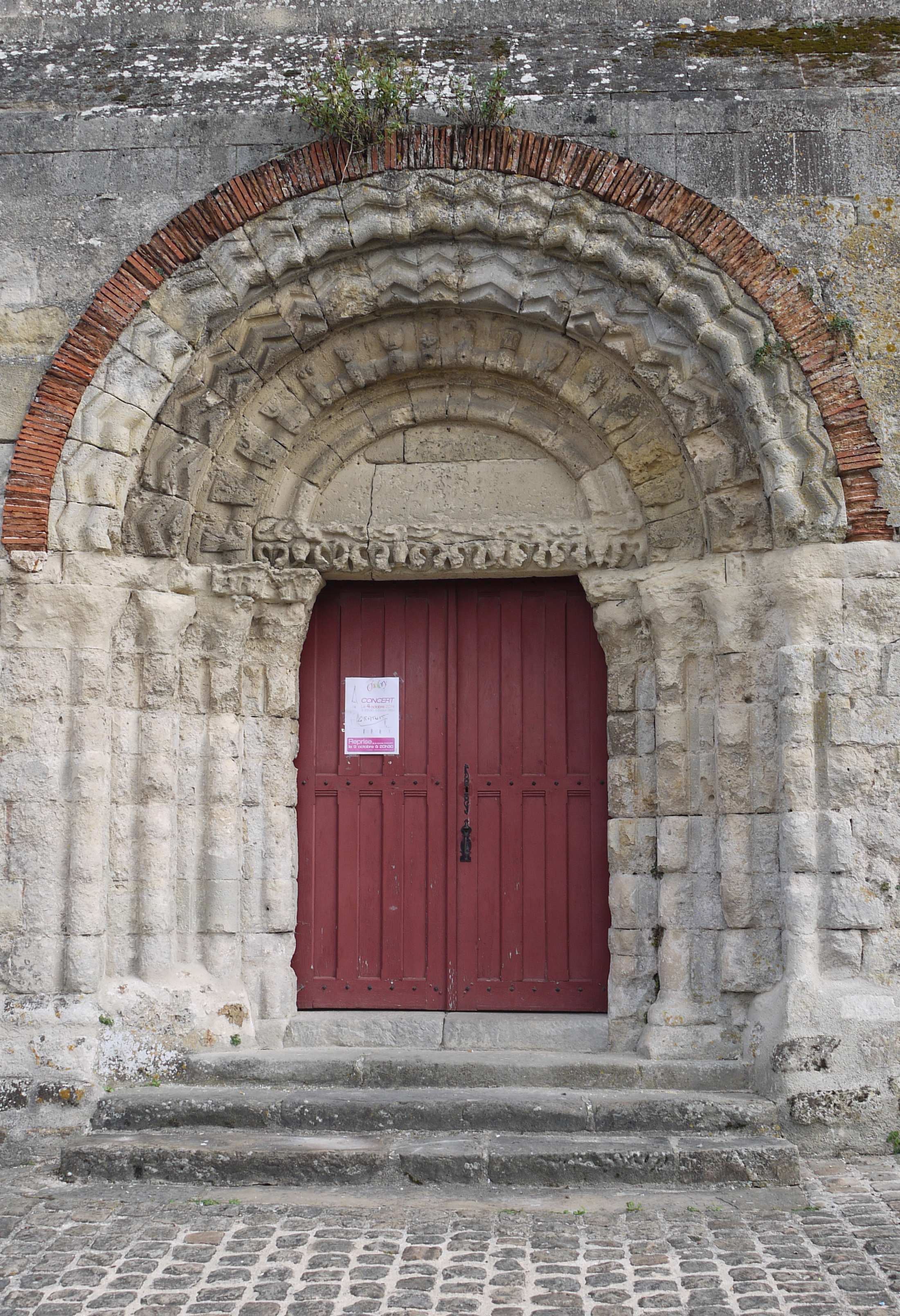

La porte de l'église Saint-Médard, datée du XIIe siècle, est classée aux monuments historiques depuis 1922.
Le château d'Épaux-Bézu, daté du XIXe siècle a subi les différentes guerres mondiales.

## Économie
La commune ne dispose plus que d'une boulangerie, mais le village comprenait aussi deux épiceries.
Le village dispose de diverses entreprises, mais certaines se trouvent dans la ZAC de l'Omois le long de l'autoroute A4, et dont les territoires de la commune représentent une partie de cette zone.

## Enseignement
La commune dispose d'une école maternelle et primaire, du nom de Charles-Bourgeois, ancien instituteur de cette école.

## Personnalités liées à la commune
- Charles Bourgeois (1917-1976), poète et instituteur de l'école du village. Inhumé au cimetière de la commune.

## Pour approfondir